# Long Tall Weekend
Long Tall Weekend es un álbum descargable de la banda estadounidense de rock alternativo They Might Be Giants. Fue lanzado exclusivamente en línea a través de eMusic en 1999.
Fue el primer álbum lanzado exclusivamente en Internet por una banda de discográfica establecida. Está compuesto en su mayoría por canciones descartadas de las sesiones de Factory Showroom. Hubo copias de un CD físico de Long Tall Weekend vendidas en algunos conciertos, además de otras que fueron enviadas a algunas tiendas para uso promocional.
En 2012, el álbum fue puesto a la venta en iTunes Store.

## Lista de canciones
| N.º | Título                          | Duración |  |
| 1.  | «Drinkin'»                      | 1:36     |  |
| 2.  | «(She Thinks She's) Edith Head» | 2:33     |  |
| 3.  | «Maybe I Know»                  | 2:07     |  |
| 4.  | «Rat Patrol»                    | 2:07     |  |
| 5.  | «Token Back to Brooklyn»        | 1:04     |  |
| 6.  | «Older»                         | 1:57     |  |
| 7.  | «Operators are Standing By»     | 1:24     |  |
| 8.  | «Dark And Metric»               | 1:44     |  |
| 9.  | «Reprehensible»                 | 3:20     |  |
| 10. | «Certain People I Could Name»   | 3:33     |  |
| 11. | «Counterfeit Faker»             | 2:15     |  |
| 12. | «They Got Lost»                 | 4:42     |  |
| 13. | «Lullaby To Nightmares»         | 2:31     |  |
| 14. | «On Earth My Nina»              | 1:27     |  |
| 15. | «The Edison Museum»             | 2:00     |  |